# Google Authenticator
Google Authenticator é um software de token que implementa serviços de verificação de duas etapas usando Algoritmo de One-time Password baseado em tempo (TOTP) e Algoritmo de One-time Password baseado em HMAC para autenticar usuários (HOTP). O serviço implementa algoritmos especificados em RFC 6238 e em RFC 4226. O Authenticator também pode gerar códigos para aplicações de terceiros.